# 페어뷰 국제학교

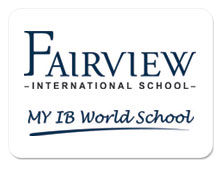
페어뷰 국제학교 로고

페어뷰 국제학교(Fairview International School)는 1978년에 말레이시아의 수도 쿠알라룸푸르에서 처음 개교한 국제학교이다. 국제적으로 인정받고 있는 International Baccalaureate (IB) 프로그램을 체택하고 있다. 말레이시아 내에서만 왕사마주, 암팡, 수방자야, 페낭, 조호바루 그리고 이포에 총 6개의 캠퍼스를 보유하고 있다.

## 배경
페어뷰 국제학교는 말레이시아 교육부에서 최초로 승인한 IB 학교이다. IB는 총 3가지 프로그램들로 나뉘는데 5살부터 10살까지 다니는 Primary Years Programme (PYP), 11살부터 15살까지 다니는 Middle Years Programme(MYP), 그리고 마지막으로 16살과 17살의 학생들이 다니는 Diploma Programme (DP)가 있다. 메인 캠퍼스인 페어뷰 국제학교 왕사마주 캠패서에서는 세계각국 55개의 나라에서 4000명의 학생들이 다니고 있다. 한국인 총 학생회장으로는 현재까지 2명이 있었으며 2010년 전광희 총학생회장을 마지막으로 아직까지 한국인 총학생회장은 나오지 않고 있다. 

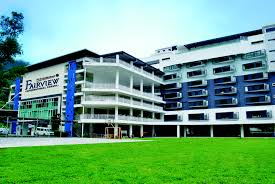

## 참고 문헌
- https://web.archive.org/web/20121025103852/http://www.fairview.edu.my/about